# كوريستانكو
بلدية كوريستانكو (بالإسبانية: Coristanco)‏، هي إحدى بلديات مقاطعة لا كرونيا إحدى مقاطعات إسبانيا، و التي تقع في منطقة جليقية شمال غرب إسبانيا.
يبلغ عدد سكانها 8.001 نسمة وفقاً لإحصائية سنة (2002).